# La corporazione dei maghi
La corporazione dei maghi è un romanzo fantasy del 2001 della scrittrice australiana Trudi Canavan, primo libro della trilogia The Black Magician. È stato seguito da La scuola dei maghi (2002) e Il segreto dei maghi (2003), che conclude la trilogia.
È stato pubblicato in italiano dalla Editrice Nord nel 2007.

## Trama
Nella città di Imardin, nel regno di Kyralia, è il giorno dell'Epurazione, l'appuntamento annuale durante il quale, su ordine del re, la Corporazione dei maghi di Kyralia scaccia dalla città i vagabondi, i mendicanti e tutti coloro che sono sospettati di una vita criminale. 
Gli abitanti dei bassifondi, indignati, si radunano in piazza del Nord per protestare urlando la propria rabbia, contro coloro che eseguono l'ordine: i maghi e la guardia cittadina. Alcuni manifestanti scagliano anche sassi contro i maghi, i quali però non se ne curano affatto, perché protetti da una barriera magica innalzata da loro stessi. Tutto sembra svolgersi secondo il copione collaudato, ma una ragazzina lancia una pietra che, con lo stupore di tutti, riesce a superare la barriera e a ferire uno dei maghi, Fergun, alla tempia.
Tra l'esultanza della folla e lo sgomento dei maghi, viene individuata la responsabile dell'incredibile gesto: si tratta di Sonea, una orfanella che era stata scacciata dalla casa di soggiorno, nella quale viveva con gli zii Jonna e Ranel, e che si era unita ad un gruppo di amici per protestare; la ragazza scappa via spaventata. 
Ma la Corporazione dei maghi non può permettersi che qualcuno, capace di abbattere la loro barriera e quindi dotato di poteri, sfugga al suo controllo: tutti i maghi esistenti, infatti, devono far parte della corporazione, e quindi servire il re. Un mago libero potrebbe creare dei problemi. Così nel tentativo di trovarla mettono a soqquadro i bassifondi.
La ragazza, aiutata da amici, tra cui Cery ed Harrin, continua a scappare, rifugiandosi presso i ladri e sempre più diffidando delle parole dei maghi. Mentre alcuni maghi, come Rothen e Dannyl, vogliono realmente aiutarla, Fergun vuole usarla per realizzare i suoi oscuri progetti e per costringere la ragazza a collaborare, imprigiona il suo amico Cery. L'inganno viene però svelato grazie a Dannyl e al Sommo Lord Akkarin. Di quest'ultimo, verrà svelato un segreto, durante la lettura della mente effettuata dall'Amministratore Lorlen a Sonea per avere conferma delle accuse rivolte contro Fergun.

## Personaggi
Principali
- Sonea, un dwell con poteri magici che si rivela durante l'Epurazione, la cerimonia annuale ordinata dal Re per scacciare dalla città stranieri e mandicanti
- Lord Rothen, alchimista, insegnante e tutore di Sonea
- Lord Dannyl, alchimista. Lord Rothen gli è stato tutore
- Lord Fergun, mago guerriero che disapprova la presenza dei dwell nella Corporazione
- Lord Lorlen, amministratore della Corporazione
- High Lord Akkarin, Sommo Lord della Corporazione di maghi di Kyralia
- Cery, amico intimo di Sonea

Secondari
Capi delle discipline:
- Lord Balkan, Capo dei Guerrieri
- Lady Vinara, Capo dei Guaritori
- Lord Sarrin, Capo degli Alchimisti

Maghi secondari
- Lord Osen, assistente dell'Amministratore
- Lord Jerrik, Direttore dell'Università
- Lord Solend, storico della magia
- Lord Yaldin, mago anziano amico di Lord Rothen.

## Edizioni
- Trudi Canavan, La corporazione dei maghi, 1ª ed., traduzione di Tissoni A., Nord, 2007